# سان فرناندو (کالیفرنیا)
سان فرناندو (به انگلیسی: San Fernando) شهری در شهرستان لس‌آنجلس، کالیفرنیا ایالت کالیفرنیا است که در سرشماری سال ۲۰۱۰ میلادی، ۲۳۶۴۵ نفر جمعیت داشته‌است.